# Карусель (фильм, 1923)
«Карусель» (англ. Merry-Go-Round) — немой художественный фильм кинокомпании Universal Pictures, который начал снимать режиссёр Эрих фон Штрогейм и закончил режиссёр Руперт Джулиан. В главных ролях Норман Керри и Мэри Филбин. Вышел на экраны в 1923 году.

## Сюжет
История о графе Максимилиане, влюблённом в ярмарочную артистку Мици, которую тиранит зловещий хозяин цирка Шани Хубер. Граф женат на Гизеле фон Штайнбрук, однако после многочисленных событий он возвращается к бедной девушке, которую не переставал любить.

## В ролях
- Норман Керри — граф Франц Максимилиан фон Хохенег
- Мэри Филбин — Агнес Урбан
- Дэйл Фуллер — Марианка Хубер
- Мод Джордж — Мадам Эльвира
- Чезаре Гравина — Сильвестр Урбан
- Джордж Хэкэторн — Варфоломей Грубер
- Споттисвуд Эйткен — военный министр, отец Гизелы
- Эдит Йорк — Урсула Урбан
- Джордж Сигмэн — Шани Хубер
- Лиллиан Сильвестр — миссис Аврора Россрейтер
- Дороти Уоллес — графиня Гизела фон Штайнбрук

## История создания
К 1922 году режиссёр, сценарист и актёр Штрогейм был самым талантливым режиссёром Universal Studios. Съёмки начались 25 августа 1922 года, однако уже спустя пять недель Штрогейм был заменён Ирвингом Тальбергом на Руперта Джулиана. Штрогейм к этому времени отснял уже 271 сцену, израсходовав на это 8000 футов плёнки (2438 в метрах) и истратив $ 220 000. Штрогейм утверждал, что он успел снять только половину фильма, как бы там ни было но только 600 футов, сделанных Штрогеймом были включены в окончательный вариант фильма.
В процессе годичного производства «Глупых жён» Эриха фон Штрогейма (1922), продюсер не смог уволить режиссёра, так как тот ещё и исполнял главную роль, а на производство картины было уже израсходовано более $ 1 млн. (астрономическая сумма по тем временам). Для этого проекта Штрогейм заверял Тальберга, что уложится в намеченные сроки и не превысит бюджет, однако продюсер для подстраховки не согласился на то, чтобы режиссёр и на сей раз исполнил главную роль, настояв на кандидатуре Нормана Керри. Благодаря этому, Тальберг на сей раз безболезненно расстался с режиссёром.
Когда Штрогейма уволили, актёр Уоллес Бири, работавший над ролью хозяина цирка Шани Хубера бросил работать в знак протеста и был заменён Джорджем Сигманом. Под руководством Джулиана работа возобновилась 7 октября 1922 года и продолжалась вплоть до 8 января 1923 года. Джулиан заново переснял большинство уже сделанных ранее сцен и сюжет стал отличаться от первоначальной концепции Штрогейма.
«…когда фильм был на три четверти готов, Ирвинг Тальберг в отсутствие Карла Леммле отстранил меня от постановки, поскольку не желал брать на себя ответственность за столь же дорогую, как и «Глупые жены», картину. Я оказался первым режиссёром в кино, которого в процессе съемки выставили за дверь, но случай со мной стал прецедентом.
Я не очень пострадал с финансовой точки зрения, поскольку через две недели меня пригласили в «Голдуин Компани» и предложили впятеро больший оклад. Но меня крайне огорчило то, как искалечили и оскопили мой фильм. Через адвокатов я потребовал от «Юнивэрсл компани» убрать мое имя из титров как автора и режиссеpa фильма, но прокатчики оставили его из рекламных соображений».

## Премьеры
По мнению Рене Клера решение отстранить Штрогейма от фильма фактически знаменует собой начало новой эры в системе американского кинопроизводства: «Эпоха неповторимых мастеров, благодаря которым американское кино достигло расцвета, заканчивалась, уступая место царству, почти безымянному, продюсеров, администраторов и банкиров. Отныне Голливуд создаст такую совершенную организацию, которая послужит ему надежной защитой против возможного вторжения гения».
- США — 1 июля 1923 года состоялась американская премьера фильма в кинотеатре Rivoli в Нью-Йорке[1].
- США — с 3 сентября 1923 года начался театральный прокат фильма на всей территории Соединённых Штатов[1].
- Франция — 27 июня 1924 года состоялась европейская премьера фильма в Париже.
- СССР — с 1924 года фильм демонстрировался в СССР под названиями «Карусель», «Адъютант Франца-Иосифа», «Балаган жизни».